# گمینا یژمانووا
گمینا یژمانووا (به لهستانی:  Gmina Jerzmanowa) یک گمینا در لهستان است که در شهرستان گووگوف واقع شده‌است. گمینا یژمانووا ۶۳٫۴۴ کیلومتر مربع مساحت و ۳٬۲۳۲ نفر جمعیت دارد.